# Ovington, Norfolk
Ovington är en ort och civil parish i Storbritannien.   Den ligger i grevskapet Norfolk och riksdelen England, i den sydöstra delen av landet, 140 km nordost om huvudstaden London. Ovington ligger 48 meter över havet och antalet invånare är 239.
Terrängen runt Ovington är platt.Runt Ovington är det ganska tätbefolkat, med 96 invånare per kvadratkilometer. Närmaste större samhälle är Thetford, 19,7 km söder om Ovington. Trakten runt Ovington består till största delen av jordbruksmark.